# Endanger

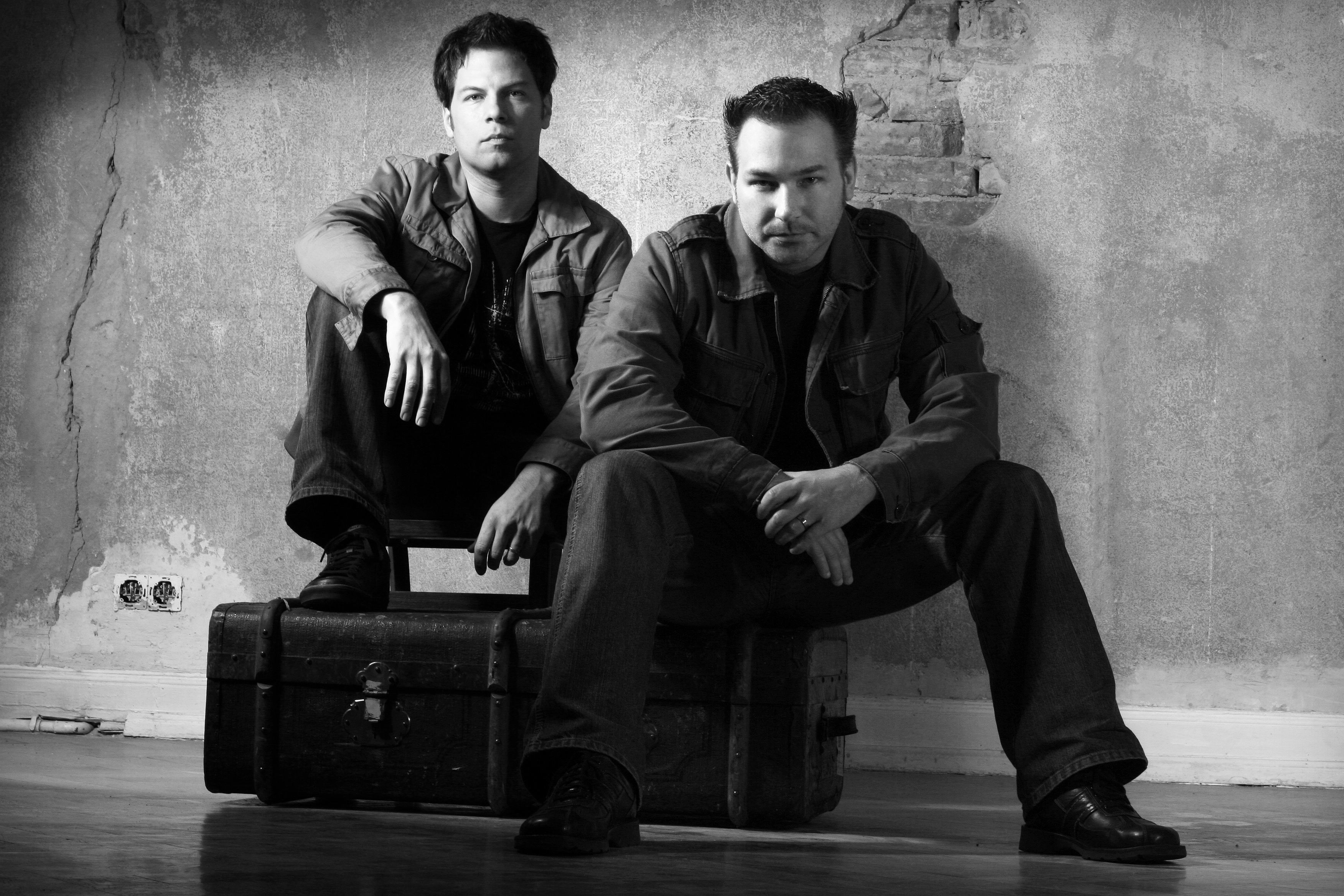
Endanger

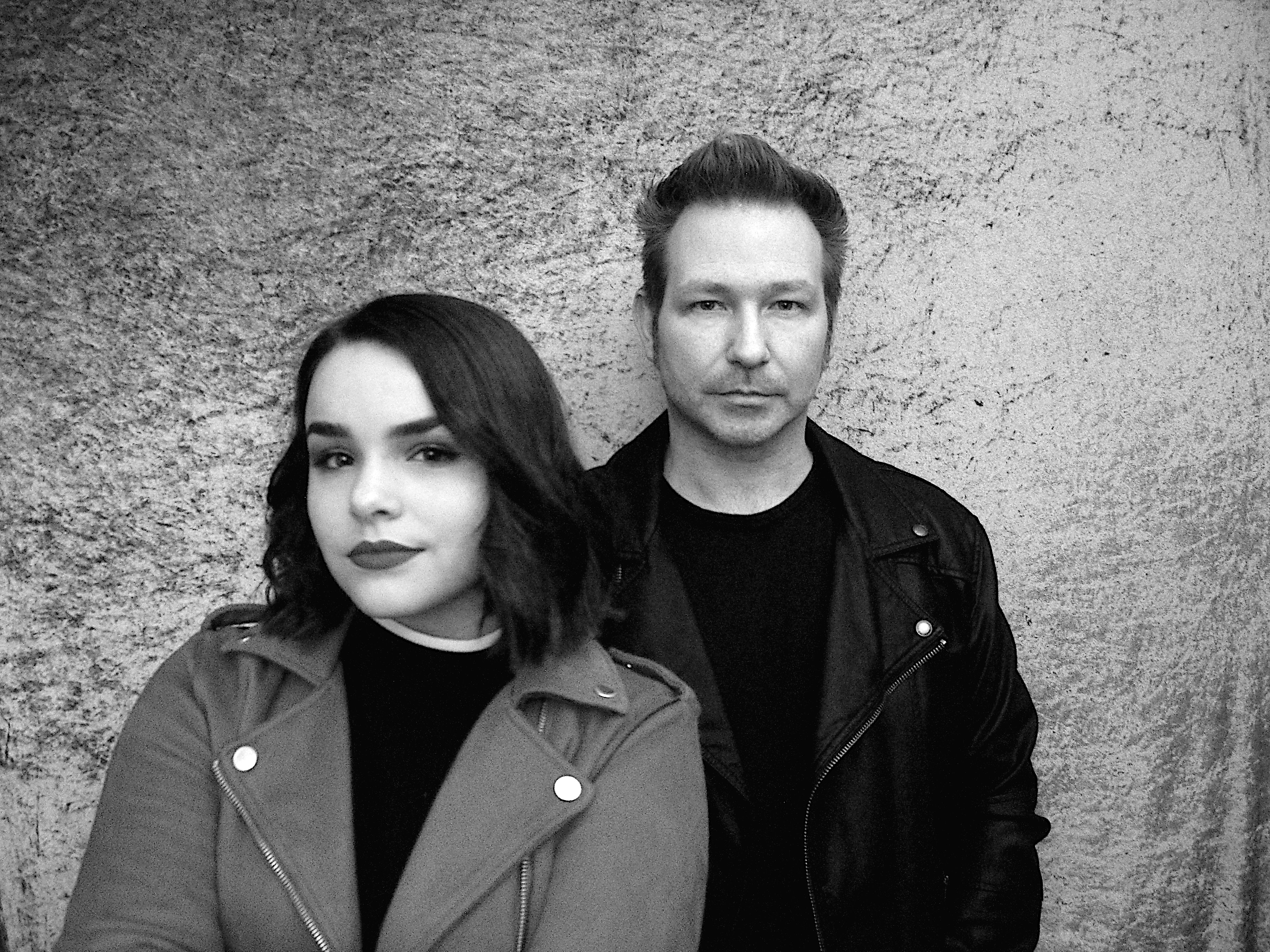
Endanger & KIARA M.E.

Endanger ist ein 1998 gegründetes deutsches Musikprojekt von Marc Pollmann und Rouven Walterowicz, welches dem Synthie-Pop und Future Pop Genre zugeordnet werden kann. Rouven Walterowicz ist für Texte, Gesang und Kompositionen verantwortlich, Marc Pollmann übernimmt die Rolle des Produzenten. Die Texte sind thematisch hauptsächlich Betrachtungen von zwischenmenschlichen Beziehungen. 

## Wirken
Ein halbes Jahr nach Gründung konnten Endanger einen Plattenvertrag mit dem Nürnberger Label Hyperium/Hypnobeat unter der Leitung von Oli Rösch unterschreiben. 1999 erschien ihr Album Motion. Ein Jahr später übernahm das amerikanische Label Dancing Ferret Discs den weltweiten Vertrieb. Das Album wurde kein großer Erfolg, galt aber in der Clubszene als Geheimtipp.
2002 wurde das zweite Album Eternalizer von Endanger auf dem Label Dying Culture von Torben Schmidt in Zusammenarbeit mit dem Independent-Label Undercover Music Group veröffentlicht. Es wurde in Europa recht erfolgreich verkauft. Eternalizer konnte kurzzeitig Platz 26 der deutschen DJ-Charts im Bereich Alternative belegen.
Im Jahr 2003 erfolgte die Neuauflage des nicht mehr erhältlichen Albums Motion als Motion:Reloaded beim Label Infacted-Recordings von Torben Schmidt. 2004 erschien dann das offiziell dritte Album des Duos unter dem Namen Addicted to the Masses. Da das Album in den USA über das Label Nilaihah-Records und in Russland über die Art Music Group vertrieben wurde, wurde es zum bekanntesten Werk von Marc Pollmann und Rouven Walterowicz.
Das Album war drei Monate in den gesamtskandinavischen Alternative Charts und war in den Top 10 der South African Goth Charts. 2005 wurde das Album Eternalizer mit Bonusmaterial angereichert und überarbeitet als Eternalizer V.2 neuaufgelegt. Diese Wiederveröffentlichung machte es zum erfolgreichsten Werk von Endanger.
2008 erschien nach drei Jahren Pause das Album Revolt. Dieses Werk wurde kontrovers diskutiert. Die offensiven Texte und der stilistische Wandel hin zum starken Einsatz von Gitarren stießen nicht überall auf Verständnis. Dennoch fanden Lieder von Revolt ihren Weg in die Clubs, da sich die Clubsingle The Club Files (eine Gemeinschaftsproduktion mit den Label-Kollegen von Vox Celesta) zehn Wochen lang in den Top 20 der Deutschen Alternativ Charts festsetzen konnte. Auf The Club Files wurden drei Titel von Revolt (Mittendrin, Fool, Times Are Changing) zusammen mit den drei clubtauglichsten Stücken von Vox Celestas aktueller CD Via Regia veröffentlicht.
2011 brachten Endanger auf ihrem angestammten Label Infacted-Recordings die EP Die Show muss weitergehen heraus. Diese schaffte es in den German Electronic Web Charts bis auf Platz 15, in den German Gothic Radio Charts auf Platz 1 und in den Deutsche Schwarze Szene Charts bis auf Platz 18.
2013 veröffentlichten Endanger nach fünf Jahren wieder einen Longplayer bei Infacted-Recordings. Das Werk wurde durch die Veröffentlichung der Vorab-Single Mit dir untergehen/Close to the Edge eingeleitet. Diese wurde im Gegensatz zum Album nur als digitale Version über Online-Musik-Portale vertrieben. Sie besteht auch nur aus den beiden im Namen genannten Songs. Da sich Endanger traditionell bei ihren Veröffentlichungen immer der deutschen als auch englischen Sprache bedienen, spiegelt dieser Split-Titel im Prinzip die sprachliche Ausrichtung der Band wider. Der deutsche Beitrag Mit Dir untergehen entwickelte sich wesentlich erfolgreicher als der englische. Mit Dir untergehen hielt sich acht Wochen in den Top-15-Song-Charts der German Electronic Web Charts und erreichte in der Spitze Position 9. Das Album Larger Than Life wurde 14 Tage nach der Single veröffentlicht. Rouven Walterowicz, der bei diesem Album zum ersten Mal die Produktion übernommen hatte, kombinierte die elektronischen Sounds mit Break- und Bigbeats sowie vielen Arpeggios, was eine lebendige Klangstruktur erzeugt. Die Texte, die auch auf diesem Release wieder in Deutsch und Englisch verfasst wurden, beschäftigen sich hauptsächlich mit den Themen Freundschaft und Liebe. Larger Than Life hielt sich acht Wochen in den Top-10-Album-Charts der German Electronic Web Charts, wobei hier der Peak bei Position 5 lag. Der Song My Dear, der dem Album entstammt, war besonders in Griechenland erfolgreich. So erreichte er dort Platz 6 in den iTunes-Top-10-Dance-Charts, Platz 93 in den iTunes-Top-100-Landescharts sowie Platz 4 in den Dance-Top-40.
2014 erschien erneut eine 2-Track Single - „Burn down this house from the inside“ über Infacted-Recordings, die nur online vertrieben wurde. Die Single hielt sich acht Wochen in den Deutschen Alternativ Singlecharts (2 Wochen in den Bullets, sechs Wochen in den Top 20). Der Peak lag bei Platz 11. Der Titelsong schaffte es in die Global Gothic Charts (vier Wochen, Peak 19) und unter die Top-15 Songs-der German Electronic Web Charts. Dort hielt er sich insgesamt neun Wochen (eine Woche Bullets, acht Wochen Top 15) und erreichte im Peak Platz 10.
2015 erschien die digitale 2-Track Single „Das ist alles“ auf Infacted-Recordings. Sie hielt sich acht Wochen lang in den German Electronic Web Charts (höchste Platzierung: 8) und zwei Wochen in den Deutschen Alternativ Singlecharts (höchste Platzierung: 16). Die Single wurde auch vier Wochen lang in den Bullets der Native 25 Charts geführt, verfehlte jedoch den Sprung in die regulären Native 25 Charts.
Im Februar 2017 wurde die digitale 2-Track Single „Es ist nie still“ über Infacted-Recordings veröffentlicht. Dieses Werk von Endanger blieb ohne Chartplatzierung.
Im Jahr 2018 wurde die Single „Watching Movies“ veröffentlicht, deren Titelsong eine Ode an die Star Wars Darstellerin Daisy Ridley (Rey) ist.
Nach einer zweijährigen Pause brachten Endanger im Jahr 2020 wieder einen Longplayer heraus. Dieser trug den Namen Polished. Der Titel des Albums ist programmatisch, denn es wurden eigens für das Album überarbeitete Versionen der vorangegangenen Singles Burn down this house from the inside, Das ist alles, Es ist nie still und Watching Movies (jeweils A und B-Seite) hergestellt. diese wurden dann mit 4 neuen Songs angereichert, bei denen Endanger eine neue Stimme präsentierte. Bei drei der neuen Songs ist Kiara Mate Escarda (aka KIARA M.E.) im Duett mit Rouven Walterowicz zu hören. Den vierten Song Blood Red Roses, der auch als Single ausgekoppelt wurde, bestritt KIARA M.E. indes gänzlich alleine.
Die Veröffentlichung des Longplayers und der Single brachten Endanger nach einiger Zeit wieder Chartplatzierungen in den gängigen Szenecharts ein. So konnte sich Blood Red Roses 7 Wochen in den DAC TOP 20 und 8 Wochen in den GEWC-Top-15-Singlecharts halten. Das Album Polished war 8 Wochen in den GEWC-Top-15-Albumcharts vertreten und erreichte in der Spitze Platz 2. Darüber hinaus erreichte Blood Red Roses Platz 10 in den deutschen Amazon Alternativ Charts.
Im Oktober 2021 veröffentlichten Endanger die ‚digital only‘ Single „Horizont“. Sie enthielt neben dem Titelsong „Horizont“ und dem dazu gehörigen Dance Mix auch noch die B-Seite „Great White Light“. Auf beiden Songs wurden die Vocals von Rouven Walterowicz und Kiara Mate Escarda (aka KIARA M.E.) performed. Der Titeltrack war 8 Wochen lang in den German Electronic Web Charts vertreten und erreichte in der Spitze Platz 2. Er fand auch den Weg in die Klagwald Radio Charts, dort war er 3 Wochen vertreten und hatte den Peak bei Position 8.
Nach einem Jahr Pause veröffentlichten Endanger 2023 weitere Singles, die diesmal jedoch dem Konzept der Einzelveröffentlichungen folgten, um jedem Titel die volle Aufmerksamkeit der Hörer zukommen zu lassen und eine Wertung der Tracks in A/B-Seite zu vermeiden. So erschien „Time To Fix It“ Ende August und „Der letzte Tanz“ einen Monat später gegen Ende September. Bei beiden Titeln übernahm KIARA M.E. die gesangliche Präsentation des Refrains. Entsprechend wurden beide Titel auch explizit mit dem Hinweis „Feat. KIARA M.E.“ ausgezeichnet.
„Time To Fix It“ schaffte es in den DAC Single-Charts bis auf Position 4 und in den GEWC Single-Charts bis auf Pos. 10. „Der letzte Tanz“ hingegen kam nicht über die Bullets der GEWC hinaus.
Als letztes Release des Jahres 2023 veröffentlichten Endanger zusammen mit dem neuen Musikprojekt „DSTRTD SGNL“ von Torben Schmidt die Single „Superficial Love“, welche es in den DAC bis auf Platz 4 schaffte.
2024 veröffentlichten Endanger wieder 2 Singles zusammen mit KIARA M.E. Die im Mai 24 erschienene Single "Unbreakable Queen" schaffte es in den Klangwald Radio Charts bis auf Position 10 und in den GEWC auf Platz 5. Trotzdem sich "Unbreakable Queen" 7 Wochen lang in den Bullets der Deutschen Alternativ Charts halten konnte, schaffte die Single letztendlich nicht den Einstieg in die regulären TOP20. 
Die zweite Single des Jahres 2024 mit dem Titel "A Thousand Lives" konnte in den Klangwald Radio Charts im Peak die Position 11 belegen.

## Diskografie

### Alben
| Jahr | Name                   |
| ---- | ---------------------- |
| 2020 | Polished               |
| 2013 | Larger Than Life       |
| 2008 | REVOLT                 |
| 2005 | eternalizer V.2        |
| 2004 | Addicted to the Masses |
| 2003 | MOTION:RELOADED        |
| 2002 | eternalizer            |
| 1999 | MOTION                 |

### EPs
| Jahr | Name                                 |
| ---- | ------------------------------------ |
| 2013 | Mit Dir untergehen/Close to the Edge |
| 2011 | Die Show muss weitergehen            |

### Singles
| Jahr | Songs | Name                                 |
| ---- | --- | ------------------------------------ |
| 2024 | A Thousand Lives (Feat. KIARA M.E.)                                                                                                | A Thousand Lives                     |
| 2024 | Unbreakable Queen (Feat. KIARA M.E.)                                                                                               | Unbreakable Queen                    |
| 2023 | Superficial Love (together with DSTRTD SNGL)                                                                                       | Superficial Love                     |
| 2023 | Der letzte Tanz (Feat. KIARA M.E.)                                                                                                 | Der letzte Tanz                      |
| 2023 | Time To Fix It (Feat. KIARA M.E.)                                                                                                  | Time To Fix It                       |
| 2021 | Horizont, Horizont (Dance Mix), Great White Light                                                                                  | Horizont                             |
| 2020 | Blood Red Roses (Feat. KIARA M.E.), Blood Red Roses (Feat. Kiara M.E.) [Club Mix], Blood Red Roses (Feat. Kiara M.E.) [Groove Mix] | Blood Red Roses                      |
| 2018 | Watching movies, Too precious for this world                                                                                       | Watching Movies                      |
| 2017 | Es ist nie still, Carnival | Es ist nie still                     |
| 2015 | Das ist alles, Es ist so einfach                                                                                                   | Das ist alles                        |
| 2014 | Burn down this house from the inside, Try again                                                                                    | Burn down this house from the inside |
| 2008 | Mittendrin, Fool, Times are changing                                                                                               | The Club Files (Multisingle)         |
| 2005 | Give me a reason, I count on you, Victory of the heart, Spark                                                                      | 4x4 Vol.2 (Multisingle)              |

### Samplerbeiträge
| Jahr | Song                                                | Sampler                                      |
| ---- | --------------------------------------------------- | -------------------------------------------- |
| 2024 | Der letzte Tanz                                     | Synthetic Facts Five                         |
| 2023 | Carnival (Polished Version)                         | Synthetic Facts Three                        |
| 2023 | Die Show Muss Weitergehen (remixed by Spektralized) | Synthetic Facts One                          |
| 2021 | Blood Red Roses (Feat. Kiara M.E.) [Club Mix]       | Digital Infaction - Strike 4                 |
| 2020 | Blood Red Roses (Feat. Kiara M.E.) [Club Mix]       | Infacted Compilation Vol. 9                  |
| 2017 | Carnival                                            | Infacted Compilation Vol. 6                  |
| 2015 | Es ist so einfach                                   | Gothic Compilation 65                        |
| 2015 | Try again (Massiv in Mensch Remix)                  | Digital Infaction - Strike 2                 |
| 2015 | Try again                                           | Gothic Compilation 63                        |
| 2015 | Burn down this house from the inside                | Gothic Spirits 19                            |
| 2013 | Bittersweet Love                                    | SynthPopulation - Vol.9                      |
| 2013 | Larger Than Life                                    | Gothic Vol.60 (CD-Beilage)                   |
| 2013 | Du erinnerst mich                                   | nachtaktiv Vol.14 (CD-Beilage)               |
| 2009 | Give me a reason                                    | FX-Radio Vol.1                               |
| 2008 | Times are changing                                  | GOTHIC Vol.41                                |
| 2008 | We all fall down (Infacted Version)                 | Infacted Vol.4                               |
| 2007 | I count on you (Ambient Version)                    | Electro Lounge Volume One                    |
| 2006 | Velvet Heart (Extended Version)                     | Extended Electronics Vol.1                   |
| 2006 | Give me a reason                                    | New Music Sampler 2006                       |
| 2005 | Lord                                                | Modern Entertainment Vol.7                   |
| 2005 | Give me a reason (NAMNAMBULU Mix)                   | Hysteria                                     |
| 2005 | Give me a reason (Massiv in Mensch Mix)             | Infactious Vol.1                             |
| 2005 | I come undone (Infacted Version)                    | Infacted Vol.2                               |
| 2005 | Give me a reason (Assemblage 23 Mix)                | PER:VERSION: Vol.15                          |
| 2005 | I count on you                                      | Dark Horizons - Angelic Hauntings            |
| 2005 | Spürst Du´s nicht ?!                                | Dark Horizons - Angelic Hauntings            |
| 2004 | Die Quelle meiner Kraft (Diskonnkted Mix)           | Les Requiems d´ORPHEUS - Vol. 1              |
| 2004 | In Silence (NAMNAMBULU Mix)                         | Synthetic Pleasures - Vol. 1                 |
| 2004 | Mein Stern (2004 Hardbeat Mix)                      | Infacted Vol. 1                              |
| 2003 | Die Liebe                                           | Aufnahmezustand - neue deutsche vielfalt     |
| 2003 | No Transmission                                     | Music for the Masses / Visions of future-pop |
| 2003 | Punishment                                          | Future Sound of Electro Vol. 1               |
| 2002 | Puls des Lebens                                     | Nachtschwärmer Vol.5                         |
| 2001 | Inside                                              | Unquiet Grave - Unearthing The Underground   |
| 1999 | A story of...                                       | Synthetics                                   |

### Remixe
| Jahr | Song                 | Artist               | Veröffentlichung                                   |
| ---- | -------------------- | -------------------- | -------------------------------------------------- |
| 2021 | Killer               | digital ENERGY       | Killer (Single)                                    |
| 2021 | Hologram             | Vyrtual Zociety      | Hologram (Single)                                  |
| 2019 | Too Little           | RROYCE               | Parallel Worlds (Single)                           |
| 2019 | Override             | FORM                 | Override (Single)                                  |
| 2014 | Broken Wings         | Mondträume           | Empty (LP)                                         |
| 2013 | Fire In Your Eyes    | Syrian               | Death Of A Sun (LP)                                |
| 2010 | Teig der Vernunft    | Massiv in Mensch     | Hands on Massiv Vol.2 (LP)                         |
| 2010 | Forever              | X-Divide             | X (EP)                                             |
| 2009 | Wolke 7              | Pandique             | In Sturm und Leben (LP)                            |
| 2008 | Labyrinth            | OOMPH!               | Labyrinth (Single) - exklusiver Remix für T-Mobile |
| 2008 | Supermassive Gravity | Massiv in Mensch     | Supermassive Gravity (Single)                      |
| 2007 | Speed of light       | Syrian               | ALIEN NATION (LP)                                  |
| 2005 | Wolke 7              | Pandique             | WEB EP (EP)                                        |
| 2002 | Document             | Assemblage 23        | Document (Single)                                  |
| 2001 | Invisible            | Switchblade Symphony | Sinister Nostalgia (LP)                            |
| 2000 | Suburbia             | Pet Shop Boys        | Very introspective, actually (LP)                  |

### Duette
| Jahr | Song                       | Artist            | Veröffentlichung                 |
| ---- | -------------------------- | ----------------- | -------------------------------- |
| 2005 | Feeling like Karl Rossmann | Menichal Servants | digital monkeys taking over (LP) |
| 2005 | Moments                    | NamNamBulu        | ALONE (Single)                   |

### Gastgesang
| Jahr | Song                          | Artist                  | Veröffentlichung                          |
| ---- | ----------------------------- | ----------------------- | ----------------------------------------- |
| 2021 | Tora Tora Tora                | Depeche Mode/DOMINATRIX | Breathing In Fumes (Depeche Mode Tribute) |
| 2015 | Coat Of Arms (German Version) | PreEmptive Strike 0.1   | Epos V (LP)                               |
| 2013 | Scharlatan                    | Massiv in Mensch        | The Cortex Zero Effect (LP)               |
| 2012 | So Many Times                 | Mental Discipline       | Constellation (LP)                        |

### Produktionen
| Jahr | Song      | Artist             | Veröffentlichung                                    |
| ---- | --------- | ------------------ | --------------------------------------------------- |
| 2003 | True Life | Lights of Euphoria | True Life (Single) / Krieg gegen die Maschinen (LP) |

## Belege
1. ↑  endanger - news. Abgerufen am 30. Januar 2024.
2. ↑  endanger - news. Abgerufen am 24. November 2024.